# Kvadrant (geometrie)
Kvadrant (lat. quadrans „čtvrtina“) je výsek roviny, vymezený dvěma osami souřadnic. Body na těchto osách se obvykle do žádného z nich nepočítají.

## Kartézské souřadnice

Čtyři kvadranty souřadnicového systému

Vodorovná osa se v kartézských souřadnicích obvykle označuje jako osa x a míří doprava, svislá osa jako osa y a míří vzhůru. Kvadranty se pak číslují od kladné poloosy x proti směru otáčení hodinových ručiček jako „první“ až „čtvrtý“, resp. jako I, II, III, IV nebo 1, 2, 3, 4. Obě souřadnice bodů v prvním kvadrantu jsou tedy kladné, ve třetím kvadrantu obě záporné.
| kvadrant     | I   | II  | III | IV  |
| ------------ | --- | --- | --- | --- |
| souřadnice x | > 0 | < 0 | < 0 | > 0 |
| souřadnice y | > 0 | > 0 | < 0 | < 0 |

## Kvadranty v trigonometrii
Znaménka trigonometrických funkcí sinus, kosinus, tangens a kotangens závisejí na tom, ve kterém kvadrantu leží jejich argument:
|             | α        | sin α | cos α | tg α | cotg α |
| ----------- | -------- | ----- | ----- | ---- | ------ |
| 1. kvadrant | 0–90°    | +     | +     | +    | +      |
| 2. kvadrant | 90–180°  | +     | −     | −    | −      |
| 3. kvadrant | 180–270° | −     | −     | +    | +      |
| 4. kvadrant | 270–360° | −     | +     | −    | −      |